# Плеєшій-де-Сус
Плеєшій-де-Сус (рум. Plăieșii de Sus) — село у повіті Харгіта в Румунії. Входить до складу комуни Плеєшій-де-Жос.
Село розташоване на відстані 199 км на північ від Бухареста, 27 км на південний схід від М'єркуря-Чука, 75 км на північний схід від Брашова.

## Населення
За даними перепису населення 2002 року у селі проживали 836 осіб.
Національний склад населення села:
| Національність | Кількість осіб | Відсоток |
| -------------- | -------------- | -------- |
| угорці         | 642            | 76,8%    |
| цигани         | 142            | 17,0%    |
| румуни         | 52             | 6,2%     |

Рідною мовою назвали:
| Мова      | Кількість осіб | Відсоток |
| --------- | -------------- | -------- |
| угорська  | 826            | 98,8%    |
| румунська | 10             | 1,2%     |